# Jean Alexis Dauphin Duparchy
Jean Alexis Dauphin Duparchy (em português, João Alexis Dauphin Duparchy), 1.º Barão de Duparchy e 1.º Conde de Duparchy, foi um empresário francês (Alièze, 12/03/1835 - Savigny sur Orge, 02/101907).

## Biografia
Súbdito Francês, construtor de portos e caminhos-de-ferro.
O título de 1.º Barão de Duparchy foi-lhe concedido por Carta de D. Luís I de Portugal de 23 de Dezembro de 1886, e a elevação à Grandeza, como 1.º Conde de Duparchy, por Carta de D. Carlos I de Portugal de 14 de Maio de 1891. Por Alvará de 10 de Agosto e Carta de 15 de Dezembro de 1896 de D. Carlos I de Portugal foi-lhe feita concessão dum Brasão de Armas de Mercê Nova: escudo cortado, o 1.º de vermelho, um Anjo de ouro, tendo na cabeça um facho do mesmo, na mão esquerda uma mira de prata e aos pés um compasso e uma régua do mesmo, e o 2.º de prata, uma montanha de sua cor, aberto nela um túnel de ouro, e saindo dele uma locomotiva do mesmo; timbre: uma flor-de-lis de azul; coroa de Conde; suportes: dois cavalos-marinhos de bronze, armados de ouro.